# Gruevia angelovi
Gruevia angelovi là một loài bọ cánh cứng trong họ Chrysomelidae. Loài này được Gruev & Tomov miêu tả khoa học năm 1968.